# Aneriophora
Aneriophora là một chi ruồi trong họ Syrphidae.